# Poophilus conspersus
Poophilus conspersus är en insektsart som beskrevs av Carl Stål 1866. Poophilus conspersus ingår i släktet Poophilus och familjen spottstritar. Inga underarter finns listade i Catalogue of Life.